# Objectif de développement durable no 11 des Nations unies
Villes et communautés durables
Pour un article plus général, voir Objectifs de développement durable.

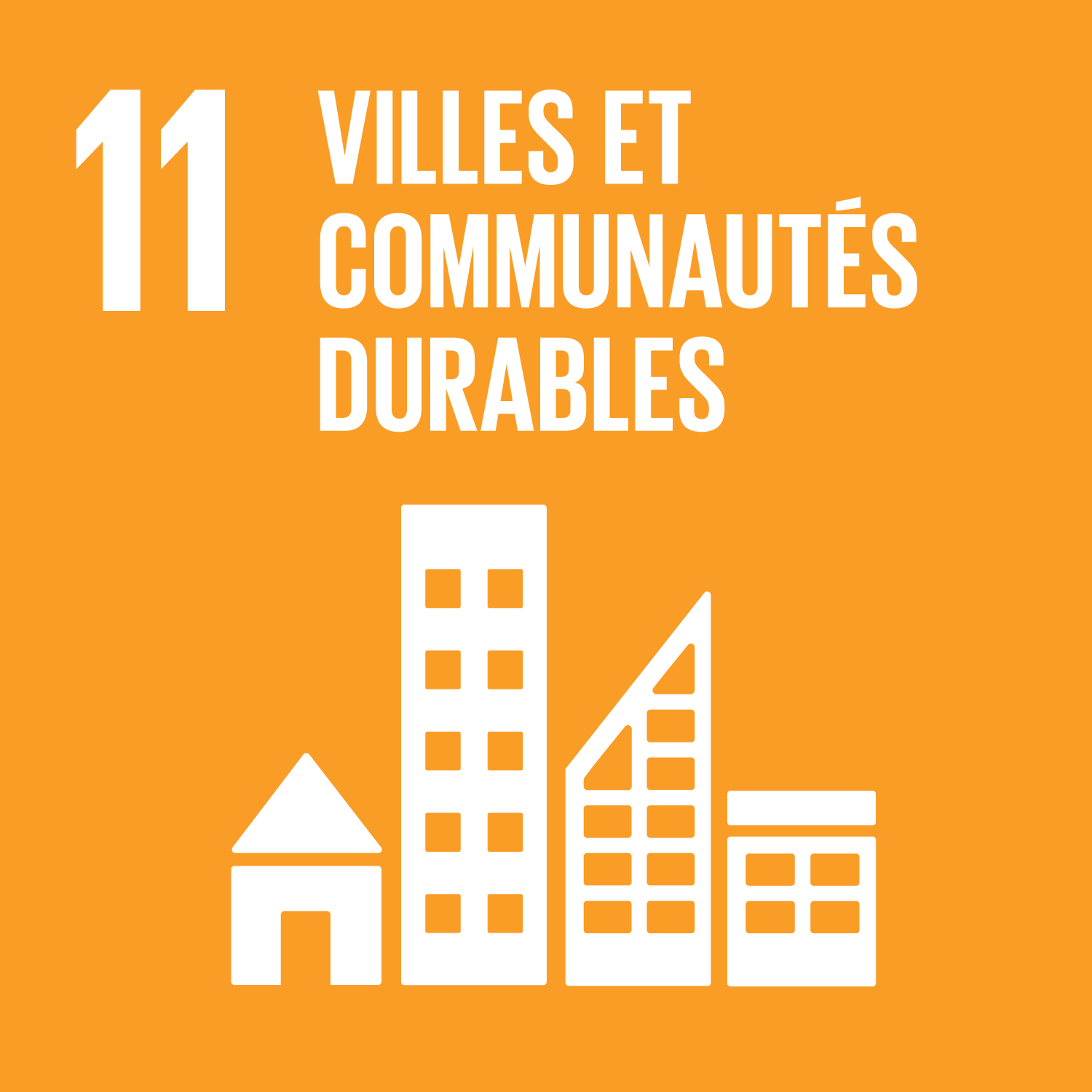
Logo de l'objectif no 11.

La thématique villes et communautés durables est l'objectif no 11 des 17 Objectifs de développement durable (ODD) adoptés en 2015 par l'Assemblée générale des Nations unies. Son intitulé complet est : « Faire en sorte que les villes et les établissements humains soient ouverts à tous, sûrs, résilients et durables ».

## Enjeux
Dans un contexte mondial de forte expansion des espaces urbains liée à une rapide croissance démographique et à un exode rural massif, cet objectif vise à assurer pour tous d'ici 2030 l'accès aux services et aux ressources de base (alimentation, eau, énergie, logement, transports, etc.). 
Il s'agit de limiter la pauvreté et les risques sanitaires et environnementaux dus à un étalement urbain incontrôlé. En effet la surpopulation des villes et le développement des bidonvilles, entrainent l'implantation des habitations dans des zones à risques naturels, mal desservies et non raccordées aux réseaux (électricité, assainissement, eau potable, gestion des déchets etc.) qui fragilisent les populations.
Par ailleurs, l'accroissement de la population dans les espaces urbains tend à augmenter considérablement leurs émissions de CO2 et la pollution de l'air.
Par conséquent, cet objectif soutient le développement de solutions résilientes intégrant le développement durable et des démarches participatives.

## Cibles

### Cibles de résultats à atteindre
L'objectif n°11 se décline selon les 7 cibles suivantes :
11.1 D’ici à 2030, assurer l’accès de tous à un logement et des services de base adéquats et sûrs, à un coût abordable, et assainir les quartiers de taudis.
11.2 D’ici à 2030, assurer l’accès de tous à des systèmes de transport sûrs, accessibles et viables, à un coût abordable, en améliorant la sécurité routière, notamment en développant les transports publics, une attention particulière devant être accordée aux besoins des personnes en situation vulnérable, des femmes, des enfants, des personnes handicapées et des personnes âgées.
11.3 D’ici à 2030, renforcer l’urbanisation durable pour tous et les capacités de planification et de gestion participatives, intégrées et durables des établissements humains dans tous les pays.
11.4 Redoubler d’efforts pour protéger et préserver le patrimoine culturel et naturel mondial.
11.5 D’ici à 2030, réduire nettement le nombre de personnes tuées et le nombre de personnes touchées par les catastrophes, y compris celles qui sont liées à l’eau, et réduire nettement la part du produit intérieur brut mondial représentée par les pertes économiques directement imputables à ces catastrophes, l’accent étant mis sur la protection des pauvres et des personnes en situation vulnérable.
11.6 D’ici à 2030, réduire l’impact environnemental négatif des villes par habitant, y compris en accordant une attention particulière à la qualité de l’air et à la gestion, notamment municipale, des déchets.
11.7 D’ici à 2030, assurer l’accès de tous, en particulier des femmes et des enfants, des personnes âgées et des personnes handicapées, à des espaces verts et des espaces publics sûrs.

### Cibles de modalités de mise en œuvre
Il se décline également selon les 3 cibles de modalités de mise en œuvre suivantes :
11.a Favoriser l’établissement de liens économiques, sociaux et environnementaux positifs entre zones urbaines, périurbaines et rurales en renforçant la planification du développement à l’échelle nationale et régionale.
11.b D’ici à 2020, accroître nettement le nombre de villes et d’établissements humains qui adoptent et mettent en œuvre des politiques et plans d’action intégrés en faveur de l’insertion de tous, de l’utilisation rationnelle des ressources, de l’adaptation aux effets des changements climatiques et de leur atténuation et de la résilience face aux catastrophes, et élaborer et mettre en œuvre, conformément au Cadre de Sendai pour la réduction des risques de catastrophe (2015-2030), une gestion globale des risques de catastrophe à tous les niveaux.
11.c Aider les pays les moins avancés, y compris par une assistance financière et technique, à construire des bâtiments durables et résilients en utilisant des matériaux locaux.

## Indicateurs
Le suivi de cibles de cet objectif en France s'appuie sur un certain nombre d'indicateurs créés par l'INSEE sur les thématiques suivantes :
- Accessibilité au logement et aux transports aux communs
- Confort des logements
- Nature des sols et présence de risques naturels
- Nombre d'individus
- Dépenses publiques liées à la préservation, à la protection et à la conservation de l'ensemble du patrimoine culturel
- Indemnisations des assurances en cas de catastrophes naturelles
- Gestion et traitement des déchets
- Qualité de l'air en ville

L’objectif de développement durable 11 a 10 cibles à atteindre, mesurés avec 15 indicateurs. Les sept «cibles ultimes» comprennent des logements sûrs et abordables, des moyens de transport abordables et durables, une urbanisation inclusive et durable, la protection du patrimoine culturel et naturel du monde, la réduction des effets négatifs des catastrophes naturelles, la réduction de l’impact environnemental des villes et l’accès à des espaces verts et publics sûrs et inclusifs. Les trois cibles «moyens de réalisation» comprennent une planification forte du développement national et régional, la mise en œuvre de politiques d’inclusion, l’efficacité des ressources et la réduction des risques de catastrophes en aidant les PMA à construire des bâtiments durables et résilients. Actuellement, 3,9 milliards de personnes - la moitié de la population mondiale - vivent actuellement dans les villes à l’échelle mondiale. On s'attend à ce que 5 milliards de personnes vivront en ville d'ici 2030.
Les villes du monde entier n’occupent que 3% de la planète Terre, et pourtant elles totalisent 60 à 80% de consommation d’énergie et 75% d’émissions de carbone. L’augmentation de l’urbanisation nécessite une augmentation et une amélioration de l’accès à des ressources de bases telles que la nourriture, l’énergie et l’eau. En outre, les services de base tels que la santé, l’éducation, la mobilité et l’information sont nécessaires. Cependant, ces exigences ne sont pas satisfaites à l’échelle mondiale, ce qui entraîne de nombreux défis pour la viabilité et la sécurité des villes pour répondre à la demande croissante à venir. Dans le contexte de la coopération internationale pour le développement, l’ODD 11 marque le passage d’une focalisation sur la pauvreté en tant que phénomène rural à l’admission que les villes, en particulier dans le sud de la planète, sont confrontées à de grands défis/ à des défis majeurs tels que l’extrême pauvreté, la dégradation de l’environnement et les risques liés au changement climatique et aux catastrophes naturelles. Malgré l’ambiguïté des cibles et des objectifs, il reste un instrument important pour relever les défis urbains et il exige des acteurs qu’ils développent des indicateurs réalistes et définis au niveau local et des résultats appropriés adaptés au contexte de villes spécifiques afin de promouvoir des villes plus durables, inclusives et équitables. 

## Autres informations: changement climatique et villes
En septembre 2015, l’Assemblée générale a adopté l’Agenda 2030 pour le développement durable, qui comprend 17 objectifs de développement durable. Ces objectifs sont conçus comme un « projets visant à un avenir meilleur et plus durable pour tous», en s’attaquant aux défis mondiaux, y compris ceux liés à la pauvreté, aux inégalités, au changement climatique, à la dégradation de l’environnement, à la paix et à la justice.
En septembre 2019, les chefs d’État et de Gouvernement se sont réunis lors du sommet sur les objectifs de développement durable pour renouveler leur engagement à mettre en œuvre l’Agenda 2030 pour le développement durable. Au cours de cet événement, ils ont reconnu que les quatre premières années de mise en œuvre de l’Agenda 2030 ont fait enregistrer de grands progrès, mais que dans l’ensemble, le monde n’est pas sur la bonne voie pour atteindre les objectifs de développement durable. 
L’objectif 11 fait référence aux quartiers pauvres, à la gestion et à la planification des établissements humains, à l’atténuation et à l’adaptation au changement climatique et à l’économie urbaine. Avant l’adoption de l’Agenda 2030, le point 4 de l’objectif 7 pour le développement du millénaire, demandait des efforts pour atteindre «une amélioration significative dans la vie d’au moins 100 millions d’habitants des quartiers pauvres» d’ici 2020. 
En 2008, pour la première fois dans l’histoire, la population urbaine mondiale a dépassé la population rurale. 
Cette étape a marqué le début d’un nouveau «millénaire urbain» et, d’ici 2050, deux tiers de la population mondiale devraient pouvoir vivre dans des zones urbaines. Le nombre de résidents urbains augmente de 73 millions chaque année, et on estime que les zones urbaines représentent 70% du produit intérieur brut mondial, en générant une grande partie de la croissance économique. 
Le développement durable ne peut donc être atteint sans transformer de manière significative la manière dont nous construisons et gérons nos espaces urbains. 
La croissance sans précédent, associée à l’augmentation de la migration des campagnes vers les villes, résultant d’une combinaison de facteurs d’«attraction et répulsion», a conduit à un boom des mégalopoles, en particulier dans les pays en développement.
En  1990, on comptait 10 mégalopoles avec 10 millions d'habitants ou plus et en 2014, on en comptait 28 qui accueillaient 453 millions de personnes. Les quartiers pauvres deviennent également une caractéristique plus importante de la vie urbaine. Entre 2000 et 2014, le nombre total d'habitants des quartiers pauvres est passé de 792 millions en 2000 à environ 880 millions en 2014. La plupart d'entre eux se trouvent en Asie de l'Est et du Sud-Est. Au cours des 30 prochaines années, 90% de la croissance urbaine devrait se produire en Asie et en Afrique. L'urbanisation rapide dans le monde entier exerce une pression sur les réserves d'eau douce, les eaux usées, le l’environnement et la santé publique. La grande majorité des recherches portant sur l'objectif de développement durable 11 vient des États-Unis, du Royaume-Uni et de la Chine. Les domaines des sciences de l'environnement et des sciences sociales sont ceux qui enregistrent le plus grand nombre de recherches liées à l'objectif de développement durable, suivis de la médecine, de l'énergie et de l'ingégnerie. Les Nations unies ont identifié 10 objectifs et 15 indicateurs pour le développement durable 11. Les cibles précisent les objectifs et les indicateurs représentent la méthode de mesure par laquelle le monde vise à contrôler si ces objectifs sont atteints. Six d'entre eux doivent être atteints d'ici 2030, un d'ici 2020 et trois d'entre eux n'ont pas d'année  cible. Chaque objectif est assorti d’un ou deux indicateurs qui seront utilisés pour mesurer les progrès.